# 艾拉斯克特足球會
艾拉斯克特足球會（英語：Alashkert FC）是一家亞美尼亞的足球會，成立於1990年，位於首都葉里溫，目前於亞美尼亞足球超級聯賽比赛。

## 球會榮譽
聯賽
- 亞美尼亞足球超級聯賽

 冠軍： (4) 2015–16, 2016–17, 2017–18, 2020–21
- 亞美尼亞甲組足球聯賽

 冠軍： (1) 2012–13
盃賽
- 亞美尼亞盃

 冠軍： (1) 2018–19
 亞軍： (1) 2017–18
- 亞美尼亞超級盃

 冠軍： (3) 2016, 2018, 2021

## 外部連結
- 官方網站 （页面存档备份，存于）
- Club profile at uefa.com （页面存档备份，存于）
- Club profile at soccerway.com （页面存档备份，存于）